# Eva Daeleman
Eva Daeleman (Haacht, 1 maart 1990) is een Belgische radio- en tv-presentatrice en een voormalig omroepster.

## Levensloop
Daeleman volgde haar secundair onderwijs aan Don Bosco Haacht en het Koninklijk Atheneum van Keerbergen, en een audiovisuele hogere opleiding aan het Brusselse RITCS met afstudeerrichting Radio. Haar eerste radio-ervaring was een stage in haar opleiding bij FM Brussel. Ze was vervolgens radio-dj bij FM Brussel, XL Air en MNM. Van 4 januari 2010 tot medio 2012 was ze bij deze laatste zender sidekick van Peter Van de Veire in de De Grote Peter Van de Veire Ochtendshow. Ze presenteert er ook programma's alleen, tijdens de zomer of als invaller.
Sinds het najaar van 2012 presenteert ze een eigen programma in de voormiddag. Ze combineerde een tijdlang haar radiowerk met haar studies.
Sinds 29 juli 2011 was Daeleman omroepster op Eén, waar ze in de plaats kwam van Katja Retsin. In 2015 kwam hieraan een eind, toen de VRT het gebruik van omroepsters beëindigde. 
In het najaar van 2012 presenteerde ze op Eén een lifestyleprogramma, Fabriek Romantiek. Ondanks goede kritieken en kijkcijfers bleef het bij één seizoen. In het najaar van 2013 kwam Eva terug met een nieuw lifestyleprogramma, Lust for life, op donderdagavond op Eén. In 2014 presenteerde ze met Peter Van de Veire Eurosong.
Van 10 tot 14 februari 2015 maakte ze samen met Peter Van de Veire het record duo-radiopresentatie in De Langste Liefde op MNM. Datzelfde jaar bracht ze het boek Factor 25 uit, dat gaat over een rondreis in Azië. In december 2015 kreeg ze een burn-out, waarna ze een aantal maanden niet op de radio te horen was. In 2017 verscheen haar tweede boek, Het jaar van de hond, dat gaat over het nemen van beslissingen.
Tussen eind 2016 en eind 2018 organiseerde Daeleman yogasessies.
Op donderdag 21 december 2017 kondigde Eva aan haar carrière als radio-omroepster stop te zetten. In 2019 en 2020 presenteerde ze als gastpresentatrice een stuk van de eindejaarslijst van Radio 2.
In 2020 werd ze voor de eerste keer moeder.